# Trichobranchus lobiungens
Trichobranchus lobiungens är en ringmaskart som beskrevs av Hessle 1917. Trichobranchus lobiungens ingår i släktet Trichobranchus och familjen Trichobranchidae. Inga underarter finns listade i Catalogue of Life.